# كلية الهندسة (جامعة طنطا)
كلية الهندسة جامعة طنطا هي إحدى كليات جامعة طنطا.

## نبذة تاريخية عن الكلية
صـدر قرار السيد رئيس مجلس الوزراء رقم 1142 بتاريخ 25 نوفمبر عام 1976م بإنشاء كلية الهندسة ضمن كليات جامعة طنطا، والواقعة بمدينة طنطا ومنذ ذلك التاريخ وحتى مارس من العام 1988م تشكلت لجان واجتماعات تضم السادة عمداء كليات الهندسة وأعضاء لجنة القطاع التعليمي الهندسي.
تم اختيار مبنى مؤقت ليكون مقراً مؤقتاً لكلية الهندسة على أن يكون المبنى الدائم لكلية الهندسة بأرض الجامعة منطقة سبرباى على مساحة 30 فدان، وقد اتخذت الإجراءات لتعيين أعضاء هيئة التدريس ومعاونيهم بكلية الهندسة.
قرار مجلس الجامعة في 29 أغسطس عام 1990م حيث وافق على بدء الدراسة بكلية الهندسة جامعة طنطا بفرع الجامعة بكفر الشيخ وذلك اعتباراً من العام الجامعي 1990/ 1991. وافق مجلس الجامعة بجلسته المنعقدة في 18 سبتمبر عام 1991م على بدء الدراسة بكلية الهندسة بمدينة طنطا بقسمى العمارة والمدني للفرقتين الإعدادي والأولى في العام الجامعي 1991/1992. تم تنفيذ مبنى ورش ومعامل الكلية بأرض الجامعة بسبرباى ونقل الكلية إليها اعتبـاراً مـن العام الجامعي 1997/1998.
صدر قرار وزير التعليم العالي والدولة للبحث العلمي رقـم 828 بتاريخ 13 أغسطس عام 1997 بشأن إصدار اللائحة الداخلية لكلية الهندسة جامعة طنطا مرحلة البكالوريوس.
توالى على الكلية العديد من العمداء، والعميد الحالى للكلية هو الدكتور/ عماد محمد عتمان.

## أقسام الكلية
أولاً: الأقسام العلمية:
تتكون كلية الهندسة جامعة طنطا من الأقسام العلمية التالية:
- قسم الهندسة المعمارية
- قسم هندسة الإنشاءات.
- قسم هندسة الرى والهيدروليكا.
- قسم هندسة الأشغال العامة.
- قسم هندسة القوى والآلات الكهربية.
- قسم هندسة الإلكترونيات والاتصالات الكهربية.
- قسم هندسة الحاسبات والتحكم الآلي.
- قسم هندسة الإنتاج والتصميم الميكانيكي.
- قسم هندسة القوى الميكانيكية.
- قسم الفيزياء والرياضيات الهندسية.
- قسم هندسة التشييد.

ثانياً: الأقسام الطلابية:
1- الأقسام العامة :
- الهندسة المعمارية.
- الهندسة الكيميائية والبتروكيماويات
- هندسة التخطيط العمراني
- الهندسة المدنية (هندسة إنشائية).
- الهندسة المدنية.
- هندسة القوى والآلات الكهربية.
- هندسة الحاسبات والتحكم الآلي.
- هندسة الإلكترونيات والاتصالات الكهربية.
- هندسة القوى الميكانيكية.
- هندسة الإنتاج والتصميم الميكانيكي.

2- الأقسام الخاصة
- هندسة التشييد
- هندسة العمارة البيئية
- هندسة الطاقة و النظم الكهربية
- هندسة الميكاترونيات
- هندسة الذكاء الإصطناعي
- الهندسة الطبية الحيوية

## نظام الدراسة
تتبع الكلية نظام الفصلين الدراسيين ومدة الدراسة بها لنيل درجة البكالوريوس خمس سنوات دراسية تبدأ بفرقة إعدادية عامة لجميع الطلاب، ويكون التخصص بعدها على النحو التالي:
- قسم الهندسة المعمارية: تبدأ الدراسة بها اعتباراً من الفرقة الأولى وحتى الفرقة الرابعة. يضم مجموعة من أعضاء هيئة التدريس من مختلف الجامعات.
- الهندسة المدنية: تبدأ الدراسة بها اعتباراً من الفرقة الأولى ثم تتشعب الدراسة اعتباراً من الفرقة الثالثة إلى تخصصين:
- الهندسة المدنية.
- الهندسة المدنية (هندسة إنشائية).
- الهندسة الكهربية: تبدأ الدراسة بالفرقة الأولى (هندسة كهربية) ثم يتخصص الطالب اعتباراً من الفرقة الثانية في أحد التخصصات:
- هندسة القوى والآلات الكهربية.
- هندسة الإلكترونيات والاتصالات الكهربية.
- هندسة الحاسبات والتحكم الآلي.
- الهندسة الميكانيكية: تبدأ الدراسة بالفرقة الأولى (هندسة ميكانيكية) ثم يتخصص الطالب اعتباراً من الفرقة الثانية في أحد التخصصات:
- هندسة الإنتاج والتصميم الميكانيكي.
- هندسة القوى الميكانيكية.